# David Goldblatt (Fotograf)
David Goldblatt (* 29. November 1930 in Randfontein, Südafrika; † 25. Juni 2018 in Johannesburg) war ein südafrikanischer Fotograf.

## Leben
David Goldblatt wurde 1930 als dritter Sohn von Eli Goldblatt und Olga Light geboren. Seine Eltern waren als Kinder mit ihren Eltern nach Südafrika ausgewandert, um den Verfolgungen litauischer jüdischer Gemeinden in den 1890er Jahren zu entkommen.
Goldblatts Interesse an der Fotografie wurde während seiner Schulzeit auf der Krugersdorp High School geweckt. Nach seinem Matric im Jahr 1948 versuchte er vergeblich, als Fotojournalist für Zeitschriften zu arbeiten, ein in Südafrika damals fast unbekanntes Arbeitsgebiet. Nach einer Beschäftigung im elterlichen Herrenmodegeschäft und einem Studium mit Abschluss als Bachelor of Commerce an der Witwatersrand-Universität wandte er sich wieder der Fotografie zu. Nach dem Tod des Vaters im Jahr 1962 verkaufte Goldblatt das Textilgeschäft und finanzierte mit dem Erlös seinen Einstieg in die Berufsfotografie.

### Fotografisches Werk ab 1962
Goldblatt arbeitete fortan sowohl für Zeitschriften als auch als Werbefotograf. Von diesen Auftragsarbeiten (professional work) unterschied er strikt sein künstlerisches Schaffen (personal work). Seine freien Arbeiten widmete er kritischen Erkundungen der südafrikanischen Gesellschaft. In den ersten Jahren entstanden mehrere Folgen, die später in Büchern publiziert wurden, wie die Reportagen aus dem Arbeitsleben On The Mines und Shaftsinking, eine Kooperation mit Nadine Gordimer. Some Afrikaners Photographed sowie das spätere Werk In Boksburg schildern Aspekte des Lebens von Angehörigen der die Apartheid ausübenden Gruppe der weißen „Afrikaners“. In diesen Serien vermittelte Goldblatt Einblicke in Lebensweisen und auch in die Heterogenität einer scheinbar einheitlichen gesellschaftlichen Schicht.
Zugleich begann Goldblatt damit, die Lebensverhältnisse der als „Coloureds“ und „Schwarze“ klassifizierten Menschen zu dokumentieren. Er startete das bis in das Jahr 2005 fortgesetzte Langzeitprojekt „Jo’burg Intersections“ und schilderte das Leben in den Townships rund um Johannesburg. Weil Goldblatt die differenzierte Schilderung sehr vieler und äußerst unterschiedlicher Kulturen und sozialen Verhältnisse verfolgte, wurde ihm von der politischen Opposition zeitweilig vorgeworfen, seine fotografische Arbeit nicht dem direkten politischen Kampf zu widmen.
Gegen Ende der Apartheid-Ära gründete Goldblatt 1989 den „Market Photography Workshop“ in einer ehemaligen Postfiliale von Newtown (Johannesburg), eine Lehrstätte für Angehörige insbesondere der diskriminierten sozialen Gruppen. Dieses Institut besteht bis heute. Sein Ziel ist es, visuelle Fähigkeiten und fotografische Grundkenntnisse zu vermitteln. In dieser Fotoschule arbeiten Angehörige jeglicher Herkunft miteinander – ein erfolgreicher Beitrag zur Überwindung der Apartheid in den Köpfen. Einige der Absolventen der Schule fotografieren mittlerweile professionell.
1998 erschien eines seiner bedeutendsten Werke, an dem er 15 Jahre gearbeitet hatte: South Africa: The Structure of Things then. Es zeigt südafrikanische Erinnerungsorte, die die sozialen Verwerfungen im Lande widerspiegeln. In der Auswahl und Zusammenstellung des Denkwürdigen formte Goldblatt ein neues Kapitel des kulturellen Gedächtnisses Südafrikas. Zugleich bildete dieses Buch den Abschluss seiner Schwarz-Weiß-Fotografie. Für Structures erhielt Goldblatt bereits 1995 den Camera Austria-Preis.
Außerhalb von Südafrika wurde David Goldblatt über Jahrzehnte nur vereinzelt wahrgenommen. Der Kurator Okwui Enwezor war gleich dreimal daran beteiligt, Goldblatt ab Ende der 1990er in international beachteten Ausstellungen zu präsentieren. Hervorzuheben ist die große Retrospektive „51 Years“, organisiert durch das Museu d’Art Contemporani de Barcelona (MACBA), ab 2001. Eine Ehrung erfuhr Goldblatt im Jahr 2001 mit der Verleihung eines Ehrendoktors der Schönen Künste der University of Cape Town. Die Ehrung mit dem südafrikanischen Order of Ikhamanga lehnte er 2011 aus politischen Gründen ab.

### Fotografie ab 1999
In Jahrzehnten entwickelte Goldblatt eine Ästhetik, die nie hinter der dokumentarischen Botschaft seiner Bilder zurückblieb. Im Bewusstsein, dass mit dem Beginn der Regierung von Nelson Mandela 1994 eine neue Epoche in der Geschichte des Landes angebrochen war, suchte Goldblatt nach neuen Ausdrucksmöglichkeiten. Als die technischen Voraussetzungen gegeben waren, arbeitete er mit Mitteln der Farbfotografie.
Ein Projekt Goldblatts befasste sich mit einer aufgegebenen Asbest-Mine in Australien. In seinen letzten Jahren entstand eine neue Werkgruppe, die Platteland Intersections. Goldblatt bereiste die südafrikanische Provinz. Seine Fotos schildern die Veränderungen von Lebensweisen und Landschaft in einem Land, dessen Menschen sich nach der Apartheid neu orientieren mussten. Neben ihr setzte er die in den 1960er Jahren begonnene Serie Johannesburg Intersections fort, die den Schwerpunkt auf Ansichten der Metropole legt. Goldblatts Œuvre ist gekennzeichnet durch Konstellationen zwischen politischer und realer Geografie, sichtbar gemacht in den Umformungen der Stadt und des Landes. Es entstand so ein neues Bild des Landes im 21. Jahrhundert.
David Goldblatt hatte bis in die 1990er Jahre ausschließlich schwarz-weiß fotografiert. Er wandte sich 1999 der Farbfotografie zu. Er konnte dies, weil sich die Fototechnik so weiterentwickelt hatte, dass er nun seine Bildintentionen mit ihrer Hilfe umsetzen konnte. Ein farbiges Bild lässt sich offener, freier gestalten, als das auf den Hell-Dunkel-Kontrast festgelegte Schwarz-Weiß-Bild. Das Zusammenspiel der Farbtöne kann der Künstler im Computer seinen Vorstellungen gemäß anpassen. Er manipulierte jedoch in seinen künstlerischen Arbeiten nie den Bildgegenstand, tat nichts hinzu, nahm nichts weg und veränderte keine Proportionen. Neben der Farbgestaltung veränderte er jedoch auch die Schärfe. Seine Technik ermöglichte, ausgehend von einem analogen Großformatfoto, mit herkömmlichen Mitteln der Vergrößerungstechnik nicht erreichbare Kontrastdifferenzierungen. Ausgedruckt wurde das fertige Bild mit einer Pigmenttinte auf baumwollhaltiges Papier. Ab 2006 fotografierte Goldblatt sowohl farbig als auch schwarz-weiß.
Goldblatt starb im Juni 2018 im Alter von 87 Jahren.

## Ausstellungen

### Einzelausstellungen
- 1974 – Photographers’ Gallery, London
- 1975 – National Gallery of Victoria, Melbourne
- 1975 – Photography Place, Sydney
- 1977 – Durban Art Gallery, Durban
- 1978 – Market Theatre Galleries, Johannesburg (und später weitere)
- 1983 – Johannesburg Art Gallery, Johannesburg
- 1983 – Pretoria Art Gallery, Pretoria
- 1983 – South African National Gallery, Kapstadt
- 1985 – Side Gallery, Newcastle-upon-Tyne
- 1986 – Photographers’ Gallery, London
- 1998 – Museum of Modern Art, New York City;
  - Nederlands Architectuurinstituut, Rotterdam
- 1999 – South African National Gallery, Kapstadt
- 2001 – Krings-Ernst Galerie, Köln
- 2001–2005 – David Goldblatt – Fifty-One Years. Axa Gallery, New York;
  - MACBA Barcelona (Organisation);
  - Witte de With, Rotterdam;
  - Centro Cultural de Belém, Lissabon;
  - Modern Art, Oxford;
  - Palais des Beaux-Arts, Brüssel;
  - Lenbachhaus, München;
  - Johannesburg Art Gallery
- 2002 – Krings-Ernst Galerie, Köln
- 2004 – Galerie Marian Goodman, Paris
- 2005 – Galería Elba Benítez, Madrid
- 2005–2007 – David Goldblatt – Intersections. museum kunst palast, Düsseldorf;
  - Camera Austria, Graz (2005);
  - Huis Marseille, Amsterdam (2007);
  - Berkeley Art Museum (2007)
- 2006 – Rencontres d’Arles, Eglise Sainte-Anne, Arles
  - Hasselblad Center, Göteborg
- 2007 – D. G. – Südafrikanische Fotografien 1952–2000. Fotomuseum Winterthur[4]
  - David Goldblatt. Fotografie – Forma. Centro Internazionale di Fotografia, Mailand
- 2008 – David Goldblatt. Intersections intersected. Michael Stevenson Gallery, Kapstadt
  - Joburg. The Goodman Gallery, Johannesburg
  - Museu Serralves – Museu de Arte Contemporânea, Porto
  - Galerie Paul Andriesse, Amsterdam
  - Västerås Konstmuseum, Västerås
- 2009 – David Goldblatt. Intersections intersected. New Museum of Contemporary Art, New York City
- 2013 – Aufstieg und Fall der Apartheid im Münchener Haus der Kunst ab 15. Februar 2013[5]
- 2018 – Centre Georges-Pompidou, Paris

### Gruppenausstellungen
- 1986 – South Africa: the Cordoned Heart, zahlreiche Stationen in den USA und Südafrika
- 1995 – 1. Johannesburg Biennial, Johannesburg
- 1996 – Contemporary Art from South Africa, Haus der Kulturen der Welt, Berlin
- 1996 – In/Sight, African Photographers, 1940 to the Present, Solomon R. Guggenheim Museum, New York[6]
- 1998 – Blank_ Architecture, Apartheid and After. Rotterdam und Berlin
- 2000 – Home. Art Gallery of Western Australia, Perth
  - Rhizomes of Memory, Three South African Photographers, mit George Hallett und Santu Mofokeng. Henie Onstad Kunstsenter, Oslo
  - Eye-Africa, Revue Noir, Kapstadt u. a.
- 2001 – The Short Century – Befreiungsbewegungen in Afrika. Villa Stuck, München;
  - Haus der Kulturen der Welt im Martin-Gropius-Bau, Berlin;
  - Museum of Contemporary Art, Chicago;
  - P.S.1 Contemporary Art Center, New York
  - Head North. Bildmuseet Umeå, Umeå, Schweden
- 2002 – documenta 11, Kassel
  - Shock. Art Gallery of Western Australia, Perth
- 2003 – Strangers: the first ICP triennial of photography and video. International Center of Photography, New York, NY
- 2004 – Citigroup Photography Prize 2004. The Photographers' Gallery, London;
  - museum kunst palast, Düsseldorf
  - Fotografie aus Südafrika. Galerie Christine König, Wien
  - History, Memory, Society, mit Henri Cartier-Bresson und Lee Friedlander. Tate Modern, London
  - Eye Spy: Photography from the Permanent Collection. MCASD Downtown, San Diego, USA
  - Faces in the Crowd – Picturing Modern Life from Manet to Today. Whitechapel Art Gallery, London;
  - Museo D’Arte Contemporanea Castello Di Rivoli, Turin
  - 8 South African photographers. Det Nationale Fotomuseum, Kopenhagen
- 2004–2007 – Afrika Remix. Zeitgenössische Kunst eines Kontinents. museum kunst palast, Düsseldorf;
  - Hayward Gallery, London; Centre Pompidou, Paris; Mori Art Museum, Tokio, Moderna Museet, Stockholm; Johannesburg Art Gallery, Johannesburg
- 2007 – documenta 12, Kassel
  - Eyes Wide Open – New to the Stedelijk & The Monique Zajfen Collection. Stedelijk Museum Amsterdam
  - Summer 2007/8. Michael Stevenson Gallery, Kapstadt
  - Apartheid – The South African Mirror. Centre de Cultura Contemporània de Barcelona (CCCB), Barcelona
  - Zeitgenössische Fotokunst aus Südafrika – Kunstmuseum Bochum
- 2008 – El Archivo Universal. La condición del documento y la utopía fotográfica moderna – Museu d’Art Contemporani de Barcelona (MACBA)
  - Masterworks. The Goodman Gallery, Johannesburg
  - Home Lands – Land Marks: Contemporary Art from South America. Galerie Haunch of Venison, London
  - Street & Studio: an urban history of photography. Tate Modern, London; Museum Folkwang, Essen
  - Disguise: The art of attracting and deflecting attention. Michael Stevenson Gallery, Kapstadt
  - Then and Now: Eight South African Photographers. Center for Documentary Studies at Duke University, Durham, NC
  - Reality Check – Iziko South African National Art Gallery, Kapstadt
  - Make Art/Stop AIDS. Fowler Museum der UCLA, Los Angeles
  - Input – Colecção Sindika Dokolo. Museu Nacional de História Natural, Luanda
  - Weltstars der Fotografie – Preisträger der Hasselblad-Stiftung. Reiss-Engelhorn-Museen, Mannheim
- 2009 – Here Is Every. Four Decades of Contemporary Art. MoMA, New York
  - Beyond the Familiar: Photography and the Construction of Community. Williams College Museum of Art, Williamstown, Massachusetts

## Bücher
- On The Mines. Mit Nadine Gordimer. Kapstadt 1973
- Some Afrikaners Photographed. Johannesburg 1975
- Cape Dutch Homesteads. Mit Margaret Courtney-Clark und John Kench. Kapstadt 1981
- In Boksburg. Kapstadt 1982
- Lifetimes: Under Apartheid. Mit Nadine Gordimer. New York 1986
- The Transported of KwaNdebele. Mit Brenda Goldblatt und Phillip van Niekerk. New York 1989
- South Africa: the Structure of Things Then. Kapstadt; New York 1998
- Lesley Lawson: David Goldblatt. London 2001 (Phaidon 55)
- David Goldblatt Fifty-One Years. Barcelona 2001
- Particulars. Johannesburg 2003 („Prix du Livre“, XVIe Rencontres Internationales de la Photographie Arles 2004)
- David Goldblatt – Intersections. München u. a. 2005, ISBN 3-7913-3247-3
- David Goldblatt: Photographs: Hasselblad Award 2006, ISBN 3-7757-1917-2
- David Goldblatt – Südafrikanische Fotografien 1952–2006. Winterthur 2007, ISBN 3-85616-294-1

## Werke in öffentlichen Sammlungen
- museum kunst palast, Düsseldorf
- Durban Art Gallery
- Johannesburg Art Gallery
- Witwatersrand-Universität Johannesburg
- South African National Gallery, Kapstadt
- Victoria and Albert Museum, London
- National Gallery of Victoria, Melbourne
- Museum of Modern Art, New York
- Bibliotheque Nationale, Paris
- FNAC, Paris
- Universität von Südafrika, Pretoria
- San Francisco Museum of Modern Art, San Francisco

## Ehrungen
- 1987 – Hallmark Fellow at the Aspen Conference in Design, Aspen, Colorado
- 1992 – Gahan Fellow in Photography at Harvard University
- 1995 – Camera-Austria-Preis
- 2001 – Ehrendoktor der Schönen Künste, Universität Kapstadt
- 2006 – Hasselblad Foundation International Award in Photography
- 2011 – Order of Ikhamanga, wurde von ihm abgelehnt.[7]